# Tetrapus americanus
Tetrapus americanus är en stekelart som beskrevs av Mayr 1885. Tetrapus americanus ingår i släktet Tetrapus och familjen fikonsteklar.
Artens utbredningsområde är:
- Panama.
- Venezuela.

Inga underarter finns listade i Catalogue of Life.